# Mistrovství Evropy v basketbalu hráček do 18 let
Mistrovství Evropy v basketbalu hráček do 18 let je soutěž juniorských reprezentačních mužstev do 18 let členských zemí FIBA. Od roku 2005 se turnaj pořádá každý rok.

## Přehled pořadatelských zemí a medailistů
| Rok  | Pořádající země     | Zlato                                            | Stříbro                                          | Bronz                                            | Umístění ČSSR / Česko                            |
| ---- | ------------------- | ------------------------------------------------ | ------------------------------------------------ | ------------------------------------------------ | ------------------------------------------------ |
| 1965 | Bulharsko           | SSSR                                             | Jugoslávie                                       | ČSSR                                             |                                                  |
| 1967 | Itálie              | SSSR                                             | ČSSR                                             | Jugoslávie                                       |                                                  |
| 1969 | Německo             | SSSR                                             | Bulharsko                                        | Jugoslávie                                       | 7. místo                                         |
| 1971 | Jugoslávie          | SSSR                                             | ČSSR                                             | Bulharsko                                        |                                                  |
| 1973 | Itálie              | SSSR                                             | Jugoslávie                                       | Itálie                                           | Bez české účasti                                 |
| 1975 | Španělsko           | ČSSR                                             | Polsko                                           | SSSR                                             |                                                  |
| 1977 | Bulharsko           | SSSR                                             | Polsko                                           | ČSSR                                             |                                                  |
| 1979 | Itálie              | SSSR                                             | Maďarsko                                         | ČSSR                                             |                                                  |
| 1981 | Maďarsko            | SSSR                                             | Francie                                          | Bulharsko                                        | 5. místo                                         |
| 1983 | Itálie              | ČSSR                                             | SSSR                                             | Itálie                                           |                                                  |
| 1984 | Španělsko           | Jugoslávie                                       | SSSR                                             | ČSSR                                             |                                                  |
| 1986 | Itálie              | SSSR                                             | Jugoslávie                                       | Itálie                                           | 11. místo                                        |
| 1988 | Bulharsko           | SSSR                                             | ČSSR                                             | Jugoslávie                                       |                                                  |
| 1990 | Španělsko           | SSSR                                             | Španělsko                                        | Rumunsko                                         | 4. místo                                         |
| 1992 | Řecko               | SNS                                              | Bulharsko                                        | Polsko                                           | 6. místo                                         |
| 1994 | Bulharsko           | Itálie                                           | Španělsko                                        | Maďarsko                                         | 10. místo                                        |
| 1996 | Slovensko           | Rusko                                            | Slovensko                                        | Česko                                            |                                                  |
| 1998 | Turecko             | Španělsko                                        | Slovensko                                        | Rusko                                            | 4. místo                                         |
| 2000 | Polsko              | Rusko                                            | Česko                                            | Polsko                                           |                                                  |
| 2002 | Slovinsko           | Rusko                                            | Francie                                          | Česko                                            |                                                  |
| 2004 | Slovensko           | Rusko                                            | Španělsko                                        | Maďarsko                                         | Bez české účasti                                 |
| 2005 | Bosna               | Srbsko                                           | Španělsko                                        | Francie                                          | 4. místo                                         |
| 2006 | Itálie              | Španělsko                                        | Srbsko                                           | Švédsko                                          | 4. místo                                         |
| 2007 | Rumunsko            | Srbsko                                           | Španělsko                                        | Rusko                                            | 6. místo                                         |
| 2008 | Makedonie           | Litva                                            | Rusko                                            | Česko                                            |                                                  |
| 2009 | Švédsko             | Španělsko                                        | Francie                                          | Švédsko                                          | 4. místo                                         |
| 2010 | Slovensko           | Itálie                                           | Španělsko                                        | Francie                                          | 14. místo                                        |
| 2011 | Rumunsko            | Belgie                                           | Francie                                          | Španělsko                                        | 9. místo                                         |
| 2012 | Rumunsko            | Francie                                          | Rusko                                            | Srbsko                                           | 13. místo                                        |
| 2013 | Chorvatsko          | Španělsko                                        | Francie                                          | Srbsko                                           | 11. místo                                        |
| 2014 | Portugalsko         | Rusko                                            | Francie                                          | Španělsko                                        | 11. místo                                        |
| 2015 | Slovinsko           | Španělsko                                        | Francie                                          | Rusko                                            | 6. místo                                         |
| 2016 | Maďarsko            | Francie                                          | Španělsko                                        | Rusko                                            | 13. místo                                        |
| 2017 | Maďarsko            | Belgie                                           | Srbsko                                           | Francie                                          | 4. místo                                         |
| 2018 | Itálie              | Německo                                          | Španělsko                                        | Maďarsko                                         | 6. místo                                         |
| 2019 | Bosna a Hercegovina | Itálie                                           | Maďarsko                                         | Francie                                          | 8. místo                                         |
| 2020 | Řecko               | Zrušeno kvůli opatřením proti pandemii covidu-19 | Zrušeno kvůli opatřením proti pandemii covidu-19 | Zrušeno kvůli opatřením proti pandemii covidu-19 | Zrušeno kvůli opatřením proti pandemii covidu-19 |
| 2021 | Řecko               | Zrušeno kvůli opatřením proti pandemii covidu-19 | Zrušeno kvůli opatřením proti pandemii covidu-19 | Zrušeno kvůli opatřením proti pandemii covidu-19 | Zrušeno kvůli opatřením proti pandemii covidu-19 |
| 2022 | Řecko               | Litva                                            | Španělsko                                        | Francie                                          | 6. místo                                         |
| 2023 | Turecko             | Slovinsko                                        | Francie                                          | Španělsko                                        | 14. místo                                        |
| 2024 | Portugalsko         | Francie                                          | Španělsko                                        | Srbsko                                           | Bez české účasti                                 |

## Historické pořadí podle medailí
|     | Země                  | Zlato | Stříbro | Bronz | Celkem |
| 1   | SSSR / SNS / Rusko*   | 17    | 4       | 4     | 25     |
|     | z toho SSSR           | 11    | 2       | 1     | 14     |
|     | z toho SNS            | 1     | 0       | 0     | 1      |
|     | z toho Rusko          | 4     | 2       | 3     | 9      |
| 2.  | Španělsko             | 5     | 6       | 2     | 13     |
| 3.  | Jugoslávie / Srbsko** | 3     | 4       | 4     | 11     |
|     | z toho Jugoslávie     | 1     | 3       | 3     | 7      |
|     | z toho Srbsko         | 2     | 1       | 1     | 4      |
| 4.  | ČSSR / Česko***       | 2     | 4       | 7     | 13     |
|     | z toho ČSSR           | 2     | 3       | 4     | 9      |
|     | z toho Česko          | 0     | 1       | 3     | 4      |
| 5.  | Itálie                | 2     | 0       | 2     | 4      |
| 6.  | Francie               | 1     | 7       | 2     | 10     |
| 7.  | Litva                 | 1     | 0       | 0     | 1      |
|     | Belgie                | 1     | 0       | 0     | 1      |
| 9.  | Polsko                | 0     | 2       | 2     | 4      |
|     | Bulharsko             | 0     | 2       | 2     | 4      |
| 11. | Slovensko             | 0     | 2       | 1     | 3      |
| 12. | Maďarsko              | 0     | 1       | 2     | 3      |
| 13. | Švédsko               | 0     | 0       | 2     | 2      |
| 14. | Rumunsko              | 0     | 0       | 1     | 1      |
|     | Srbsko                | 0     | 0       | 1     | 1      |

- Rusko je nástupcem SSSR
**Srbsko je nástupcem Jugoslávie
***Česko je nástupcem Československa